# Logudorski jezik
Logudorski jezik (logudorski sardinski; ISO 639-3: src), jezik Logudoraca, član sardinske podskupine južnoromanskih jezika kojim govori oko 1 500 000 ljudi (1977 M. Ibba, Rutgers University) u središnjoj Sardiniji. Ima 4 dijalekta: barbaricino, sjevernologudorski, jugozapadnologudorski i nuorski (po gradu Nuoro). Prema Joshua projectu, etničkih Logudoraca ima 406 000 (2008), 500 000 (Salminen 1993).

## Vanjske poveznice
- Ethnologue (14th)
- Ethnologue (15th)